# Fényképezőgép

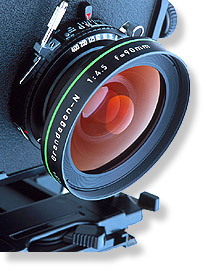
Nagy képformátumú, analóg fényképezőgép

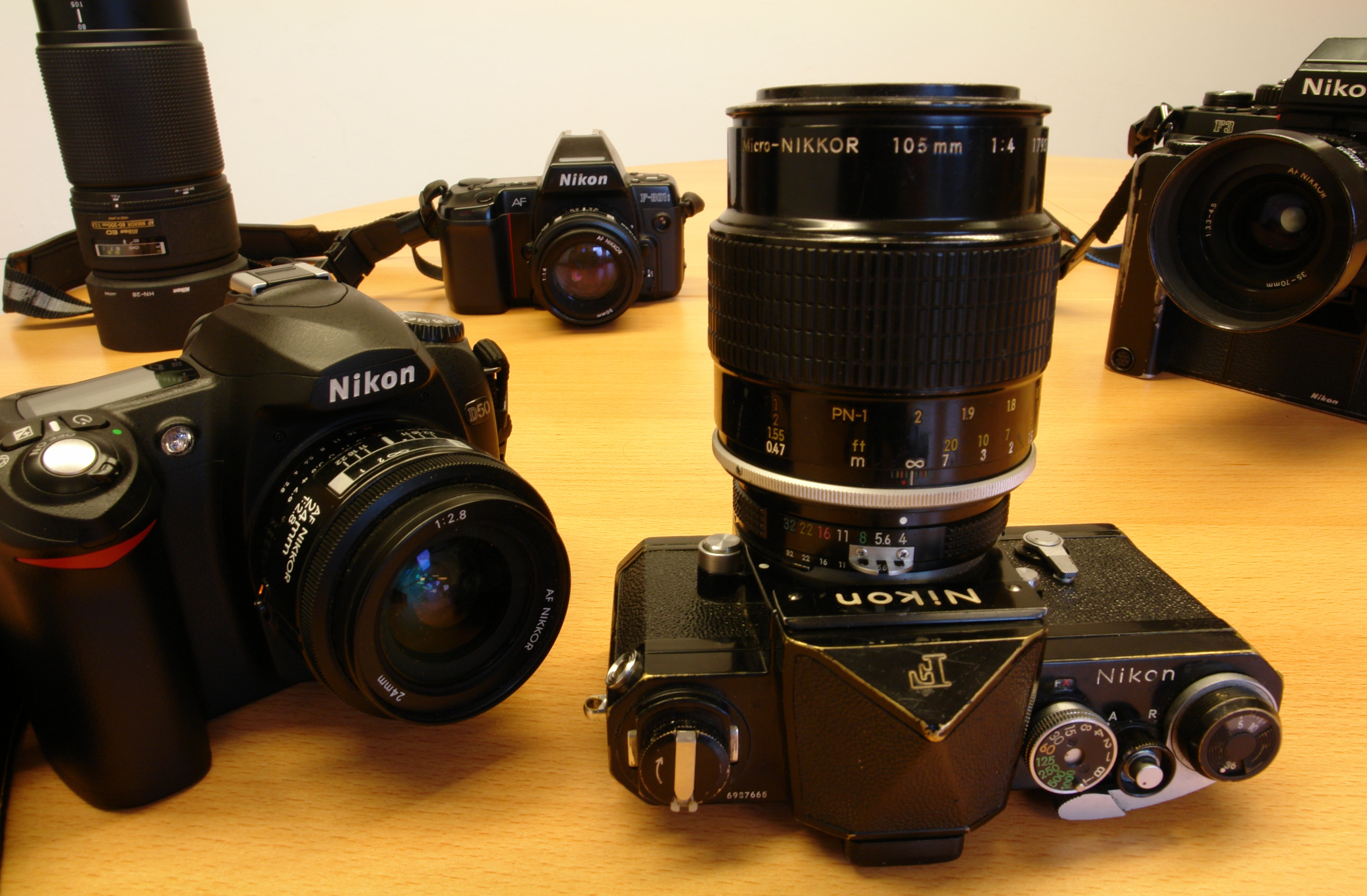
Nikon fényképezőgépek négy generációja: az előtérben balra egy D50 digitális fényképezőgép AF Nikkor 24 mm 1:2,8 objektívvel, középen egy régi Nikon F 105 mm-es objektívvel, hátul balra egy F3 gép AF Nikkor 35–70 mm 1:3,3-4,5 zoom objektívvel és jobbra egy F801s AF Nikkor 50 mm 1:1,4 objektívvel

A fényképezőgép optikai lencsékből és fényvédett részből álló szerkezet. A lencsék egy zárszerkezeten keresztül képet vetítenek egy rögzítő felületre (analóg filmre vagy digitális CCD-re). Latin eredetű szóval – kamerának is nevezik. Az analóg fényképezőgépek csak állóképek rögzítésére alkalmasak, de a digitális fényképezőgépek akár mozgóképet is tudnak rögzíteni, azaz videókameraként is funkcionálnak.
A legtöbb fényképezőgép a fény emberi szemmel érzékelhető tartományában rögzíti a képet, de egyes speciális gépek, illetve speciális filmet használó fényképezők képesek a nem látható tartományból is képet rögzíteni.

## Története

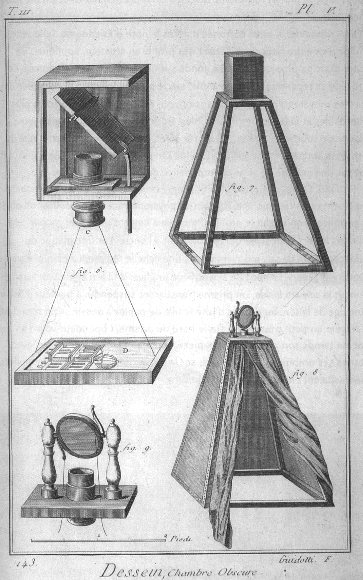
Camera obscura

A fényképezőgép elődje a camera obscura volt, amely lényegében egy elsötétített szobából vagy dobozból áll, amelybe konvex lencsén keresztül engedtek fényt. A lencse fókuszpontjában lévő falon vagy papíron jelent meg a külvilág képe. A camera obscura működési elvét először az arab Ibn al-Haytham (Alhazen) írta le optikai tárgyú könyvében (1015–1021). Alhazen műve latinra fordítva De Aspectibus („A látásról”) címen jelent meg Európában 1200 körül, és feltehetően hatással volt Roger Bacon kísérleteire is. Bacon jegyzetei és rajzai, amelyet Perspectiva címmel adtak ki 1267-ben, nem tartalmaznak utalást arra, hogy elkészített volna egy ilyen elven működő kamerát. 1544. január 24-én a Leuveni Katolikus Egyetem tudósa, Reiners Gemma Frisius camera obscura segítségével figyelt meg egy napfogyatkozást, és a szerkezet rajzát közölte a következő évben az eseményről beszámoló De Radio Astronimica et Geometrico tanulmányában. 1558-ban Giovanni Batista della Porta javasolta a camera obscura használatát rajzok elkészítéséhez. Magát a „camera obscura” kifejezést először a csillagász Johannes Kepler használta Ad Vitellionem paralipomena című művében 1604-ben, ő továbbfejlesztette az első készülékeket egy lencse felhasználásával, illetve hordozhatóvá tette, mivel az egészet egy sátorban helyezte el. Az ír Robert Boyle és segítője, Robert Hooke az 1660-as években továbbfejlesztették és könnyen hordozhatóvá tették a camera obscura-t.
Az első, gyakorlatban is használható fényképezőgépet Johann Zahn építette 1685-ben, de még közel 150 évnek kellett eltelnie ahhoz, hogy igazán elterjedjen és széles körben használható legyen. Az első fényképezőgépekbe minden felvétel előtt egy fényérzékeny lemezt kellett beilleszteni, a fókuszálást a lencse és a lemez közötti távolság változtatásával hajtották végre. A kompozíciót a gép hátoldalán elhelyezett üveglapon ellenőrizték, majd ezután a lencsevédő eltávolításával készült a kép. Louis Daguerre francia feltaláló kísérletezte ki a róla elnevezett dagerrotípia eljárást, amelynél a fényérzékeny réteget rézlemezekre vitte fel. William Fox Talbot angol feltaláló kalotípia eljárása során papírt használt ugyanerre a célra.

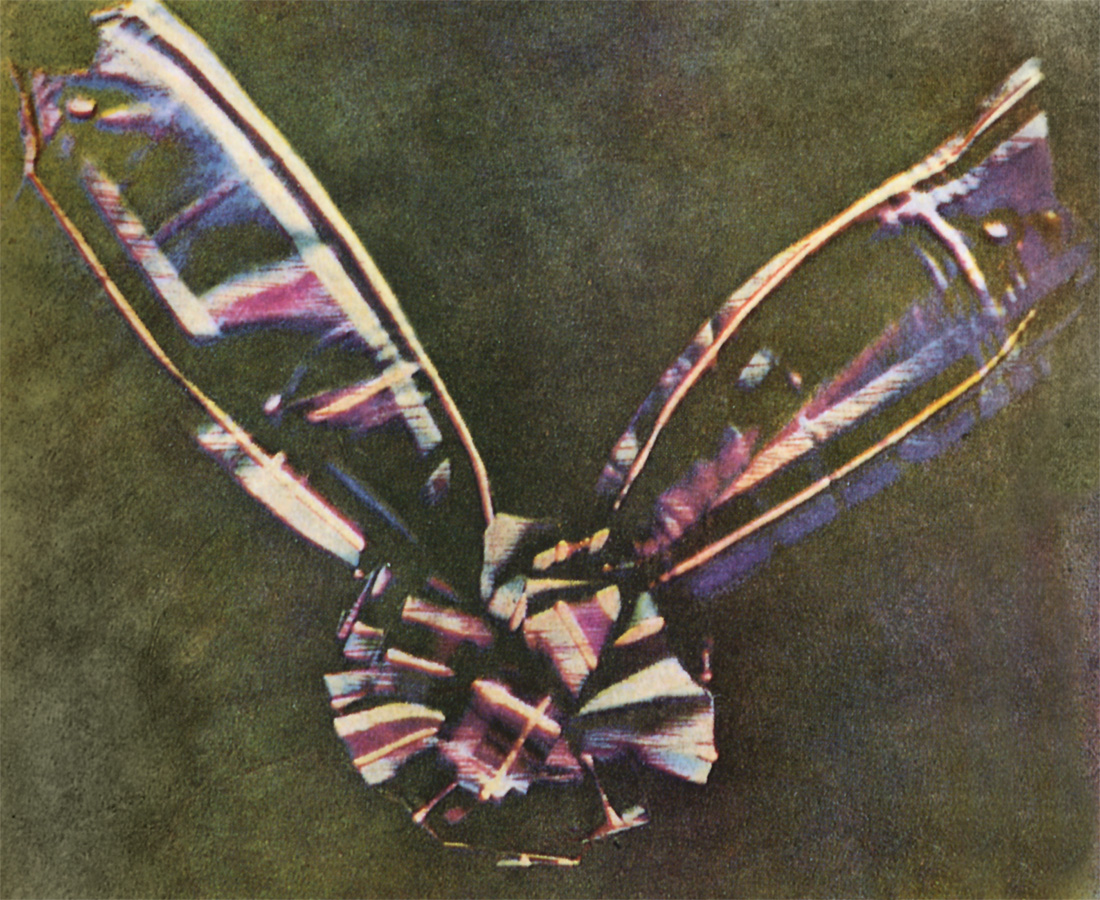
Az első színes fényképfelvétel, amelyet James Clerk Maxwell készített 1861-ben

Az első igazi fényképet Joseph Nicéphore Niépce készítette 1826-ban vagy 1827-ben, Charles és Vincent Chevalier testvérek által gyártott fadobozos fényképezőgéppel. Niépce tevékenysége során Johann Heinrich Schultz kísérleteire támaszkodott, aki 1724-ben észrevette, hogy az ezüst és faszénpor keveréke fényre érzékennyé tehető.
Frederick Scott Archer 1850-ben dolgozta ki a nedves kollódiumos eljárást, amely drasztikusan lerövidítette a kép elkészítéséhez szükséges expozíciós időt. Az eljárás hátránya volt, hogy a fényképésznek frissen, a helyszínen (általában egy mobil sötétszobában) kellett előkészíteni a fényérzékeny lemezt, illetve előhívni a képet. Ennek ellenére az ambrotípia és a ferrotípia eljárások széles körben elterjedtek a 19. század második felére. A nedves kollódiumos eljárást használó kamerák sem sokban különböztek elődeiktől, bár egyes fejlettebb példányokon az üveglemez előkészítését a kamerán belül is végre lehetett hajtani. Más kamerákra több lencsét illesztettek, ezekkel képes levelezőlapot lehetett készíteni. Ekkoriban kezdték alkalmazni a harmonikaszerű illesztést a lencse és a kameratest között, amely lehetővé tette a lencse széles határok között való mozgatását.
Az első színes felvételt James Clerk Maxwell skót fényképész készítette 1861-ben.

## A fényképezőgép részei

### Képalkotás

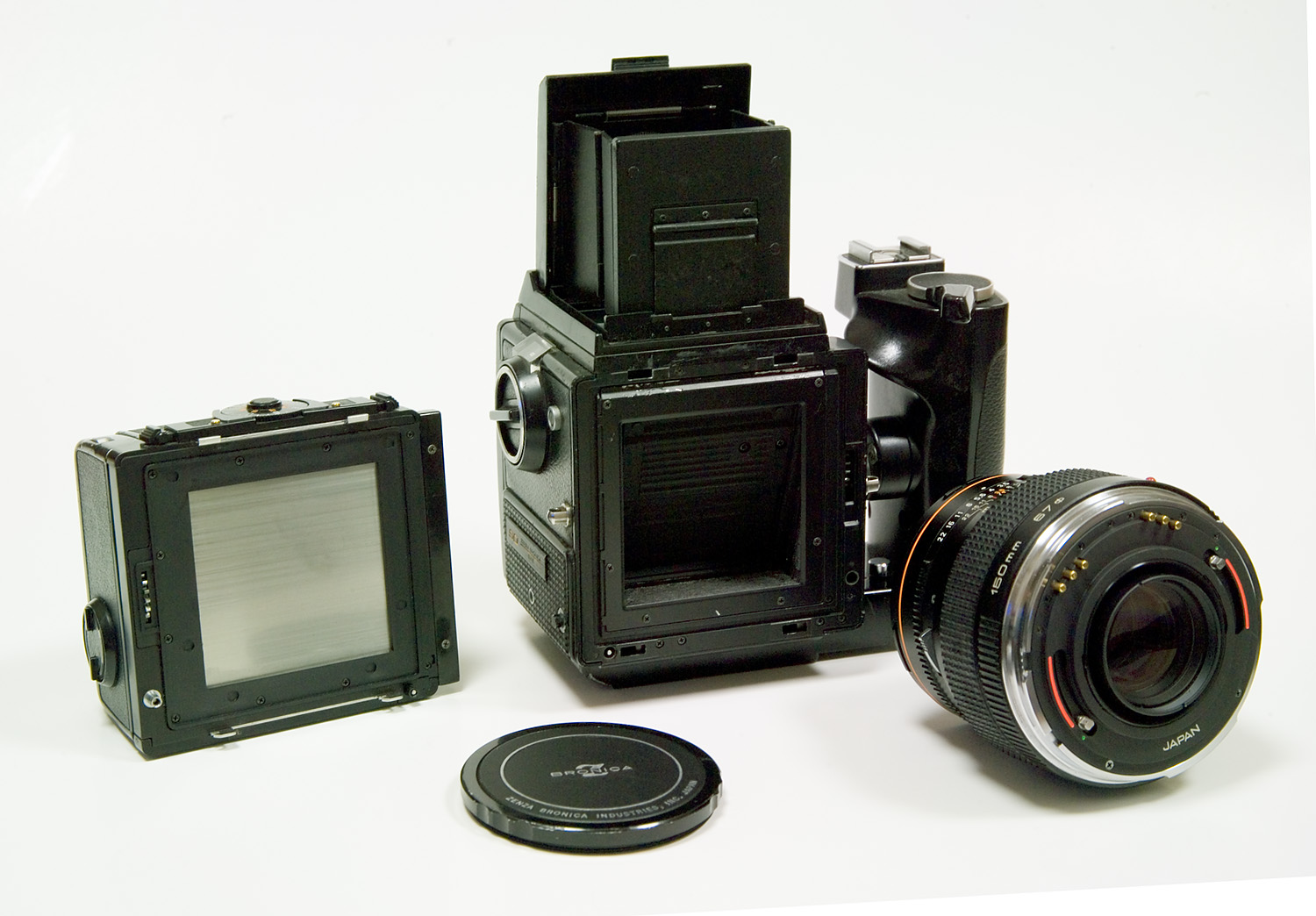
Bronica SQ közepes formátumú fényképezőgép részei, balról: filmtartó, lencsevédő, a gép váza a tükörreflexes keresővel és a markolattal, illetve az objektív

A hagyományos vagy analóg fényképezőgépek a fényképet fényérzékeny filmre vagy lemezre rögzítik. A videókamerák és a digitális fényképezőgépek elektronikus úton, egy CCD vagy CMOS érzékelő segítségével készítik a képet, amelyet aztán mágnesszalagon vagy más adatrögzítő berendezésen (pl. merevlemez vagy memóriakártya) tárolnak.
A fényképezőgépek kezdetben csak állóképek elkészítésére voltak alkalmasak, míg a mozgóképet rögzítő eszközöket videókamerának nevezik. Azonban napjainkra ezek a kategóriák lassan elavulnak, a legtöbb modern (digitális) fényképezőgép alkalmas videó rögzítésére is, míg a modern digitális videókamerák is képesek állóképek (fényképek) rögzítésére.

### Objektív vagy lencse
A fényképezőgép objektívje gyűjti össze a fénykép alanyáról visszaverődő fényt és fókuszálja a fényérzékeny filmen vagy érzékelőn. Az objektív kialakítása és a gyártás során felhasznált anyagok minősége döntően befolyásolja az elkészült kép minőségét. A kamerák fejlődésével párhuzamosan a 18. századtól kezdve az üvegipar is robbanásszerű fejlődésen ment keresztül, amely egyre jobb minőségű objektívek elkészítését tette lehetővé. Az objektívek gyártásában az első úttörők a német Zeiss és Leitz vállalatok voltak, amelyek ma is igen magas minőségű és árú objektíveket készítenek.
A legjobb lencsék sem képesek tökéletesen leképezni a valóságot, amelynek képét különböző mértékben torzítják, illetve életlenül adják vissza (ezeket lencsehibának nevezik). A lencsehibák okozta torzításokat kompenzálni lehet úgy, hogy a leképezésre több lencséből összetett objektívet alkalmazunk. A fotóobjektív az összetett lencsével, esetleg beépített rekesszel és zárral együtt biztosítja a fényképezés alapvető műveletét, azaz a kép exponálását (elkészítését).
A lencse optikai szerkezete, a felhasznált üveg (vagy műanyag) minősége, a lencsetagok száma és ezek összeépítése határozza meg az objektív minőségét.

### Fókuszálás

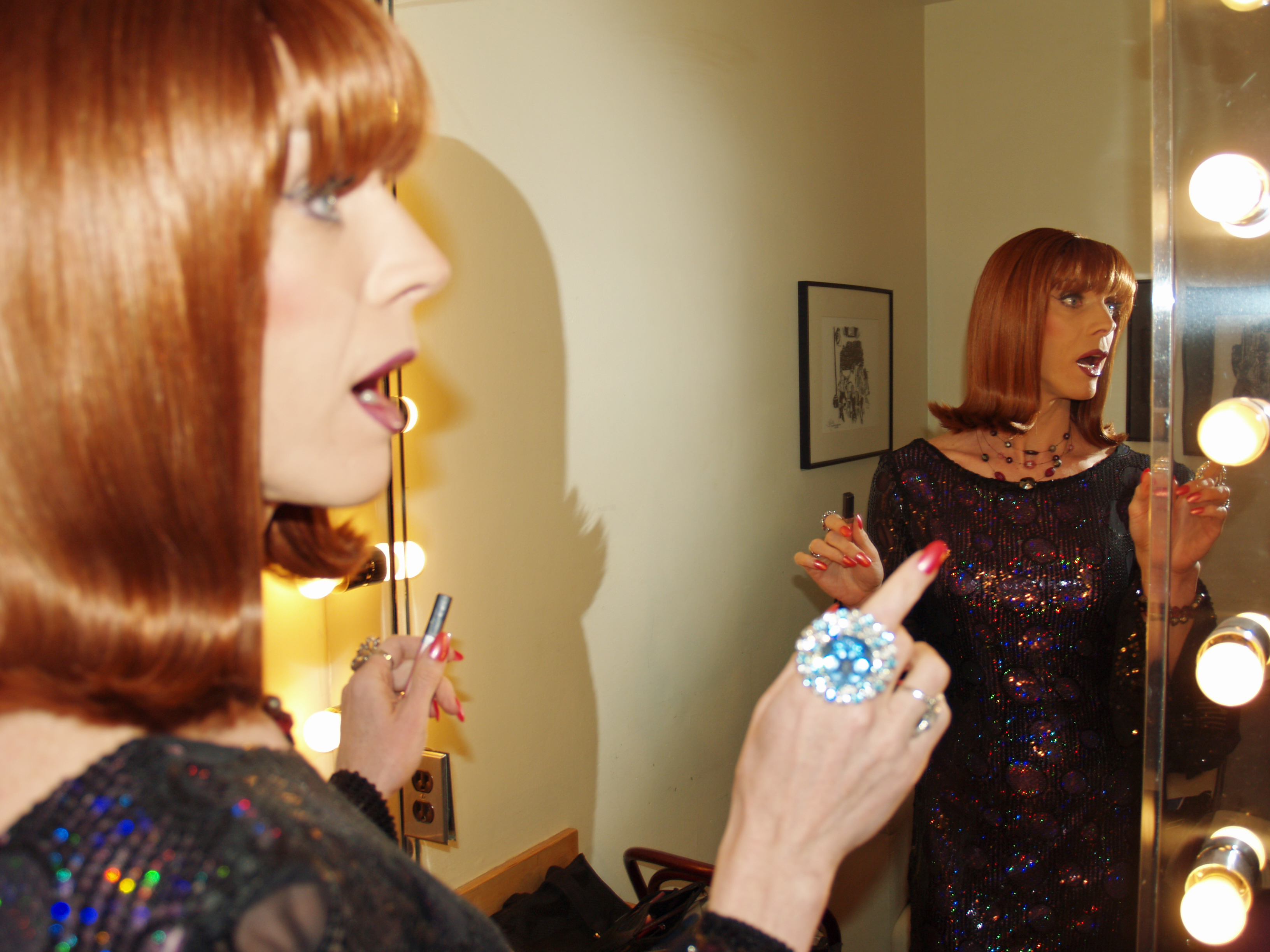
A fókusz változtatásával egy adott kompozíciót többféleképpen lehet lefényképezni, itt a tükörképen van a fókusz (és a hangsúly)

Az objektívek optikai tulajdonságainak köszönhetően csak a kamerától bizonyos távolságban lévő tárgyak és személyek lesznek élesek a képen. A gyakorlatban azonban a beállított távolságnál közelebbi és távolabbi részletek is élesek lesznek – ez a mélységélesség. A fókuszálási távolság változtatható, és a fókusz beállításának számos változata lehetséges.
A legolcsóbb kamerákban úgynevezett fix vagy rögzített fókuszú lencsék találhatók, amelyek lehetővé teszik, hogy a kamerától 3 méteres távolságra minden nagyjából fókuszban lesz (a képminőség rovására). Ezek az objektívek általában a legolcsóbb, eldobható vagy egyszer használatos kamerákban találhatók. Az objektívek következő változata már bizonyos mértékű fókuszálást is lehetővé tesz, a felhasználónak kell meghatározni vagy megbecsülni a gép és a kép tárgya közötti távolságot és ennek megfelelően beállítani az objektívet (az egyszerű Holga típusú kamerákban ezt fej és váll, két fej, több emberalak, illetve hegyek képe szimbolizálja a távolságot).

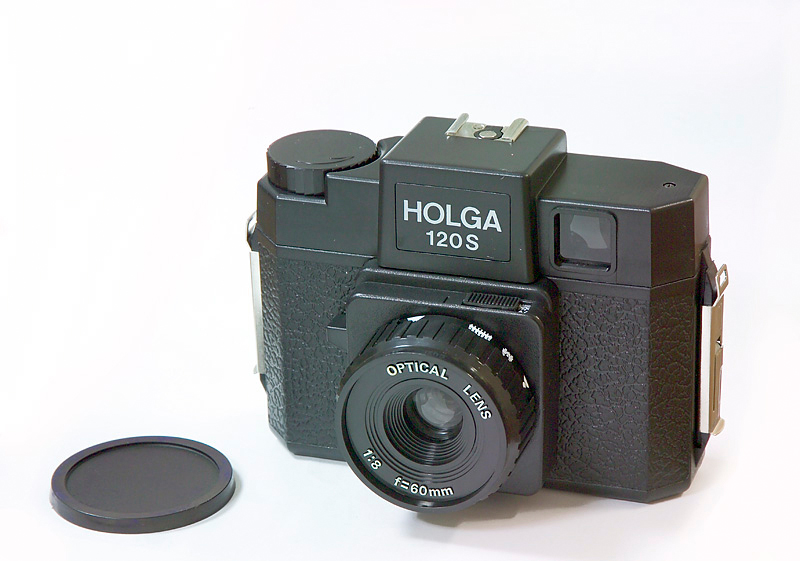
Holga típusú, egyszerű lencsével felszerelt, közepes formátumú fényképezőgép

A távolságmérővel felszerelt fényképezőgépek lehetővé teszik a fényképezőgép és a téma közötti távolság meghatározását a gép tetejére szerelt, a fő objektívvel párhuzamos optikai tengelyű lencse segítségével. Ezután a fényképész már pontosan be tudja állítani a fókusztávolságot az objektíven.
A fókuszálás a legegyszerűbb a tükörreflexes kameráknál, ahol a fényképész közvetlenül látja a fő objektíven keresztül a képet és vizuálisan tudja beállítani a fókusztávolságot. A legegyszerűbb tükörreflexes fényképezőgépeknél a gépváz belsejében 45°-os szögben ferdén elhelyezett, az expozíció pillanatában felcsapódó síktükör az objektív által alkotott képet a tükör felett elhelyezett matt üvegre vetíti. Ezt azonban a fotós csak felülről látja, míg a pentaprizmás tükörreflexes fényképezőgépekben a pentaprizma a felcserélt oldalú keresőképet oldalhelyesre állítja vissza és a fényképezőgép hátoldalán kialakított keresőben jeleníti meg.
A közepes és nagy formátumú fényképezőgépeknél elterjedt megoldás a mattüveg, amelyre az objektív kivetíti a téma képét és lehetővé teszi a kompozíció és a fókusz pontos beállítását. A kép elkészítéséhez a mattüveget kicserélik egy fényérzékeny lemezre vagy a filmet tartó tokra.
A mai modern kamerákban általában autófókusz rendszer van, amely automatikusan azonosítja a kép fő elemeit és azok távolságának megfelelően állítja be a fókusztávolságot.

### Expozíció

A zársebesség megválasztása jelentősen befolyásolja az elkészült képet

A kép elkészítését exponálásnak nevezik, vagyis amikor a zár kioldásával a fényérzékeny filmet vagy érzékelőt kiteszik a tárgyról visszaverődő fénysugaraknak. Az expozíciós idő függ a rendelkezésre álló fény erősségétől (fényes nappal rövidebb, borús időben hosszabb, éjszaka, vaku nélkül akár több másodperc vagy perc is lehet), illetve az objektív fényerejétől függ, amely a beállítható legtágabb nyílást jelöli, amelyen keresztül a fény átjuthat. A fényképezőgép zárszerkezete vezérli az expozíció idejét, míg az objektíven található nyílás (a rekesz vagy blende) segítségével lehet változtatni a gépbe bejutó fény mennyiségét.

### Zárszerkezet

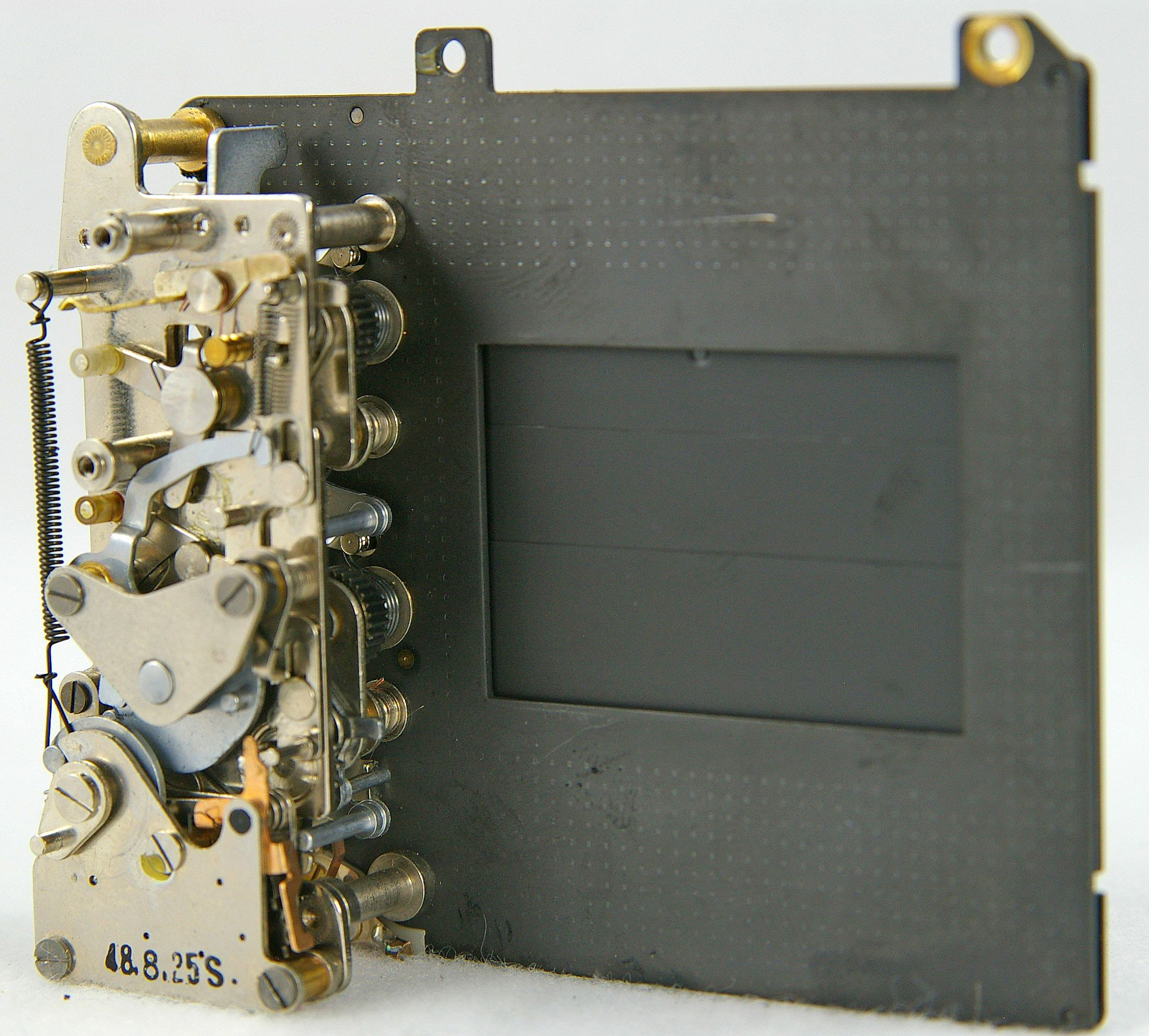
Redőnyzár és működtető mechanizmusa

A fényképezőgép története során számos különféle zárszerkezetet kísérleteztek ki és használtak, de mára lényegében két zárszerkezetet használnak csak.
A gépvázba építik be az ún. redőnyzárt, amelyek közvetlenül a fényérzékeny film vagy érzékelő előtt helyezkednek el. A kép elkészítésekor, az exponáló gomb lenyomása után itt lefut a redőny, és a résen keresztül az expozíciós idő tartamára szabaddá teszi a képet alkotó fény útját a filmhez. A két redőnyrész között rés van, amely elhalad a teljes filmsík előtt, az expozíciós időt lényegében a rés nagyságának változtatásával lehet befolyásolni.
A redőnyzárak működhetnek függőlegesen vagy vízszintesen, és viszonylag lassan, állandó sebességgel tudnak csak mozogni – ez 1/60 vagy 1/125 másodperc lehet. Vagyis az 1/1200 másodperces expozíciós időhöz az 1/60 mp sebességgel mozgó redőnynek csak 1/20-ad része lehet nyitva. Éppen ezért a redőnyzárak alkalmazása igen nehézkes pl. gyorsan mozgó tárgyak vagy sportesemények fényképezésénél, illetve vaku használata esetén. Ezért van, hogy a modern fényképezőgépekben is vaku használatakor maximum 1/60 vagy 1/125 mp lehet az expozíciós idő.
Az objektívba épített zárszerkezetet vagy központi zárat, mint neve is mutatja, az objektív vázába építik be. A zárat rugóval megfeszített fém lamellák alkotják. Exponáláskor az objektíven áthaladó fénynek a lamellák nyitása ad egyre nagyobb utat (vagyis keresztmetszetet), majd záráskor fokozatosan zárják el a fény útját. A tényleges expozíciós idő ezeknél a gépeknél függ a rekesz nagyságától, ez annál inkább jelentkezik, minél rövidebb expozíciós időt akar használni a fényképész. Ezzel szemben a központi zárat könnyű a vakuval szinkronizálni, hiszen annak csak akkor kell megvilágítani a témát, amikor a zár teljesen ki van nyitva. Hátránya, hogy minden objektívbe be kell építeni a zárszerkezetet, szemben a gépvázban elhelyezkedő redőnyzárral, amelyhez használt (csere)objektívek zár nélküliek.

### Rekeszszerkezet

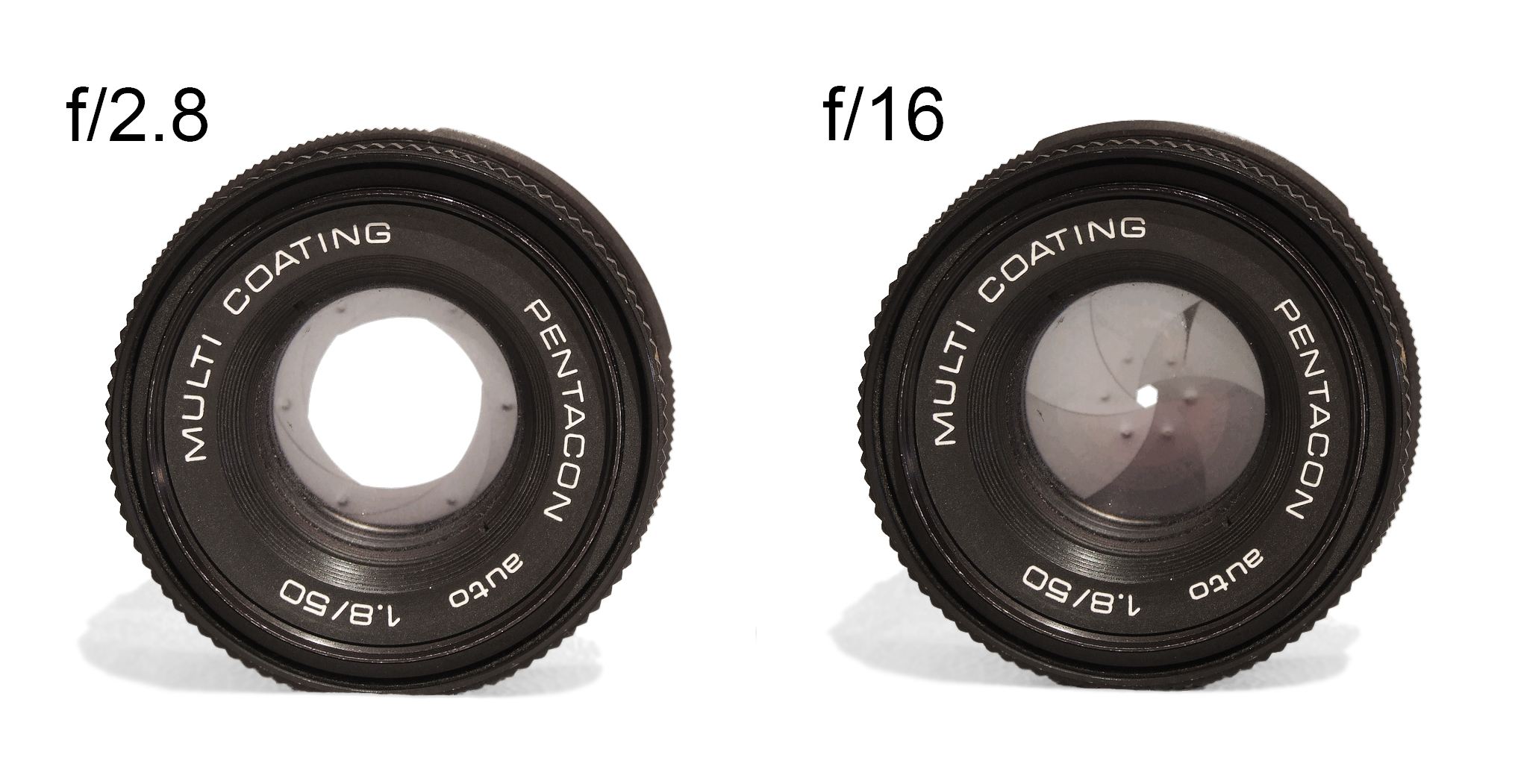
Nyitott és zárt rekeszállások ugyanazon a lencsén

Az objektívekben a lencserendszer fősíkjának közelébe fényrekeszt (vagy más néven blendét) építenek be. A rekesz segítségével lehet szabályozni a lencsén áthaladó és a gép belsejébe jutó fény mennyiségét, ezzel befolyásolva a kép elkészítéséhez szükséges expozíciós idő hosszát. A legtöbb objektívben ún. íriszrekesz található, amely 5-20 félkör alakú vékony fém- vagy műanyaglemezből (lamellából) áll.
A fényrekesz állásának megfelelő, ún. rekeszszámokat a rekeszállító gyűrűn vagy egy külön skálán szokták feltüntetni. A rekesz minden egyes állása az előzőhöz képest fele annyi fényt enged be, ezt az ún. f szám jelöli. Az f1 rekeszállás lényegében a teljes fénymennyiséget átengedi, a következő (f1,4) ennek felét, a rákövetkező (f2) ennek a felét, azaz az f1 negyedét. A rekeszértékek sorozata mértani sorozatot alkot. A rekesz lényege, hogy a rekesznyílás szűkítésével a mélységélesség növekszik, tehát egyre több témaelem lesz éles a képen. Ezzel egyenes arányban csökken az átengedett fény mennyisége, azaz nő a szükséges expozíciós idő hossza.

### Kereső
A fényképezőgépen a kereső segítségével lehetséges a felvétel helyes beállítása, a készítendő kép határvonalainak kijelölése, valamint az élességállítás és a mélységélesség ellenőrzése. A keresőknek két alapvetően különböző rendszerük van:
1. Mattüveg keresők: a kép beállítását vagy a film helyére illesztett matt üveglapon vagy egy tükör segítségével, egy beépített matt üvegre vetített képen lehet elvégezni
2. Keret és távcsőkeresők: a fényképezőgépen elhelyezett egyszerű nézőkébe vagy távcsőszerű szerkezetbe tekintve látja a fényképész több-kevesebb pontossággal a lefényképezendő képet.

#### Mattüveg kereső
A nagyobb képméretű (műszaki és műtermi) fényképezőgépeken általában mattüveg keresőt használnak. A film helyére illesztett matt üvegen a tárgy fordított és megcserélt oldalú képét lehet látni. Az üvegen az élességét és mélységélességét pontosan lehet ellenőrizni, majd a beállítást követően a mattüveget eltávolítják és a helyére illesztik a felvételi anyagot tartalmazó kazettát.

#### Tükörreflex kereső

Pentaprizmás tükörreflexes kamera keresztmetszeti nézete:
1 – Négy lencséből felépített objektív
2 – 45°-os szögben elhelyezett síktükör
3 – Redőnyzár
4 – Film vagy érzékelő
5 – Mattüveg
6 – Fókuszáló lencse
7 – Pentaprizma (vagy pentatükör)
8 – Kereső (esetenként dioptriaállítási lehetőséggel)

A közepes méretű és a kisfilmes gépeken használt beállító eszköze, amelynél a váz belsejében ferdén elhelyezett és az expozíció pillanatában felcsapódó síktükör az objektív által megalkotott képet a tükör felett elhelyezett matt üvegre vetíti. A keresőbe felülről kell belenézni és ez is megcserélt oldalú képet biztosít.

#### Pentaprizmás tükörreflex kereső
A rendkívül népszerű pentaprizmás kereső előnye, hogy a felcserélt oldalú keresőképet oldalhelyesre visszafordítva jeleníti meg. A kereső nyílásába nézve így egyenes állású, oldalhelyes keresőképet lát a fényképész. A mai gépeken a mattüveget korszerűbb, világosabb képet nyújtó keresőlemezek váltották fel, illetve az élességállítást könnyíti meg a mérőék, amely helytelen élességállítás esetén az ékhatárokra merőleges vonalakat megtöri.

### További keresőtípusok
A keretkereső a képhatárokat egy, az objektív felett elhelyezett keret jelöli, míg a gépvázon egy nézőke található. A távcsőkereső lényegében egy fordított színházi távcső, amely erősen kicsinyített képet adott a képhatárok jelölése nélkül. Az univerzális kereső olyan távcsőkereső, amelynek foglalatában több, elforgatással váltható távcsőkereső van beépítve, így az objektív gyújtótávolságának megfelelően változtatható a kereső is.

## Filmformátumok
A fényképezőgép fejlődése során számos különféle méretű fényérzékeny lemezt és filmet használtak, ezek legtöbbje kezdetben egy fényképezőgépre volt méretezve. Hamarosan azonban szabványos méretű lemezeket kezdtek előállítani, míg a filmtekercsek bevezetése után a szabványosítás folyamata még inkább felgyorsult.
A napjainkban is használt filmek között található a 120-as film (8, 12 vagy 16 képkocka), a 220-as film 16 vagy 24 képkockával (ez a kettő elsősorban a közepes formátumú fényképezőgépek filmje), illetve a 35 mm-es film 12, 24 vagy 36 képkockával.

## A fényképezőgépek típusai

### Lemezes fényképezőgép
A lemezes fényképezőgépeket a fényképezés őskorában fejlesztették ki, bár a mai napig használják ezeket. A lemezes fényképezőgépen a fény az előlapra szerelt objektívben lép be a harmonikás oldalú sötét-térbe és éri el a gép hátoldalát. A hátoldalon található a mattüveg lap, amely a kép megalkotását és a fókuszálást teszi lehetővé, illetve az üveglap helyére lehet illeszteni az a fényérzékeny anyaggal kezelt üveglapot, amelyre készül a kép. A legtöbb gépen nem volt zárszerkezet, az objektívsapka, amely a lencsét védte, töltötte be ezt a szerepet – a fénykép készítésekor leemelték, majd exponálás után visszahelyezték.
Az előlapon található állítócsavarok segítségével a legtöbb gépen az objektívet le vagy feldönteni, illetve függőlegesen emelni vagy süllyeszteni lehetett, így az objektív optikai tengelye mindig a megfelelő szögben maradhatott a kép síkjára. az előlapot és a hátlapot rendszerint sínek kötötték össze, a fókuszáláshoz ezen a sínen kellett mozgatni az előlapot előre vagy hátra. Az előlap és a hátlap szögének megváltoztatásával a mélységélesség pontos állítása és a perspektíva-korrekció széles tartományban lehetséges (lásd Scheimpflug-elv (en)).
Az első lemezes gépekbe csak kis fényerejű objektíveket tudtak beépíteni. A rekesz beállítása után a mattüvegre vetített kép gyenge fényű volt, ezért a legtöbb fényképésznek volt egy fekete leple, amelyet a gépre és a fejére borított fókuszálás közben, hogy jobban lássa. A mattüvegen való élességállításhoz gyakran nagyítót (lupét) használtak. A gép nagy súlya miatt igen erőteljes állványra volt szükség, hogy a hosszas expozíció alatt a fényképezőgépet stabilan rögzítse.
A lemezes fényképezőgépek mai utódai a nagy formátumú fényképezőgépek.

### Nagy formátumú fényképezőgép
A nagy formátumú gépek a korai lemezes fényképezőgépek közvetlen leszármazottai és a mai napig széles körben használják a legjobb minőséget igénylő fényképészeti területeken, illetve technikai, ipari vagy építészeti fényképek elkészítéséhez. Ennek oka, hogy a gépek által használt nagy filmméret miatt sokkal több részletet tudnak rögzíteni, illetve az elkészült kép sokkal jobban bírja a nagyítást. A gép felépítése miatt lehetséges a perspektíva-korrekció, mivel mind a hátfal, mind a homlokfal (vagy előfal) minden irányban mozgatható. A mattüveg hátlapnak köszönhetően a fényképész mindkét szemét tudja használni a kép komponálása közben. A nagy formátumú gépeket ezen túl akár 8 különféle méretű síkfilmmel lehet használni.
A nagy formátumú gépeknek három alapvető változata van (monorail, view és field), de lényegében mindegyik vezetősínes rendszerű, azaz egy alaplemezre, vagy egy vagy két rúdra (kardánra) van rögzítve a homlokfal az objektívvel, a hátfal a mattüveggel és a filmkazetta keretével, a kettőt pedig harmonikaszerű kihuzat köti össze. A nagy formátumú gépek általában 10x12 cm-es vagy nagyobb síkfilmet használnak, de átalakítóval lehetséges Polaroid, Instant vagy a közepes formátumú 120-as film használata is. A legtöbb nagy formátumú kamera csak stúdiómunkára alkalmas súlya és kezelésének nehézkessége miatt, de készültek hordozható példányok is, elsősorban portré és tájképek elkészítéséhez, illetve ipari dokumentációs használatra. A hordozható gépek gyakran összehajtogathatók, súlyuk akár 1–3 kilogramm is lehet, mérettől függően.
A nagy formátumú fényképezőgépek méretét a felvételezéshez használt nyersanyag legnagyobb befogadható méretével szokták jellemezni, és ezt hüvelykben szokás megadni. Szokásos méretei a 4×5" ( kb. 10×12 cm), 5×7" (kb. 12×18 cm), 8×10" (kb. 20×25 cm), de eltérő méretben is készülhetnek. A 11×14"(28×36 cm), 16×20" (40×50 cm) és nagyobb gépeket ULF (ultra large format, azaz ultranagy formátum) jelöléssel különböztetik meg.
Nagy formátumú fényképezőgépeket több olyan elismert gyártó is készít, mint a Linhof, Sinar, vagy az Arri. Magyarországon két manufaktúra épít ilyen gépeket (Argentum, VDS Camera).

### Közepes formátumú fényképezőgép

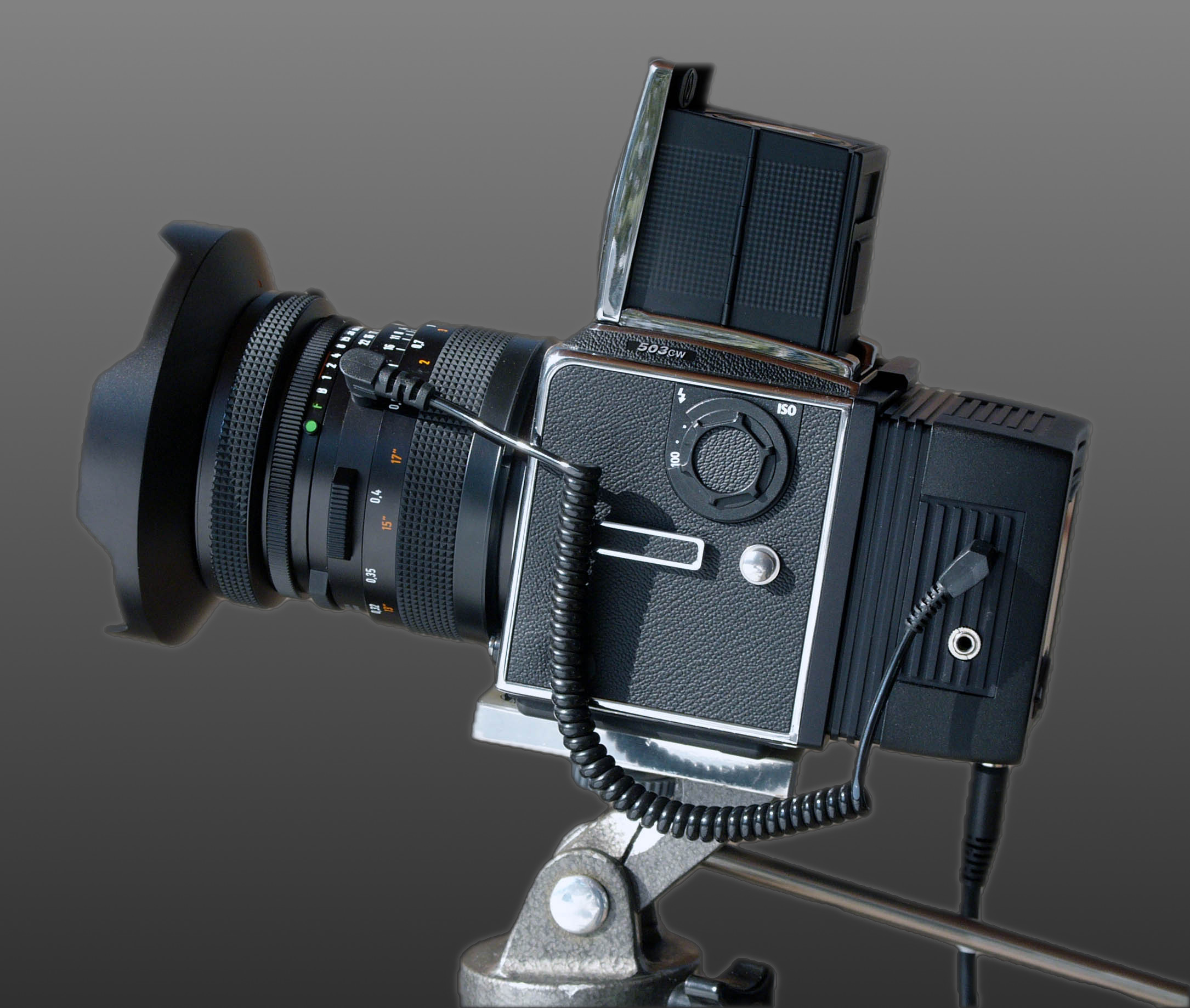
Hasselblad 503Cw közepes formátumú fényképezőgép

A közepes formátumú fényképezőgépek nevüket onnan kapták, hogy az ezekben használt film mérete a nagy formátumú és a kisfilmes fényképezők filmmérete között helyezkedik el. Általában ezek a gépek 120-as vagy 220-as filmet használnak, illetve a legtöbbhöz ma már kapható digitális hátlap is. Az elkészült kép mérete általában 6x4,5 cm, 6x6 cm vagy 6x7 cm. A közepes formátumú kamerák kialakításukat tekintve nagyobb változatosságot mutatnak, lehetnek kardános felépítésűek (mint a nagy formátumú kamerák), a jobboldalt ábrázolt Hasselblad géphez hasonló klasszikus, levehető hátlapos felépítésűek, illetve összehajtogatható, kompakt kamerák. Később megjelentek az amatőröknek szánt olcsó, könnyen kezelhető, 120 vagy 200-as filmet használó közepes kamerák is.

### Távmérős fényképezőgépek

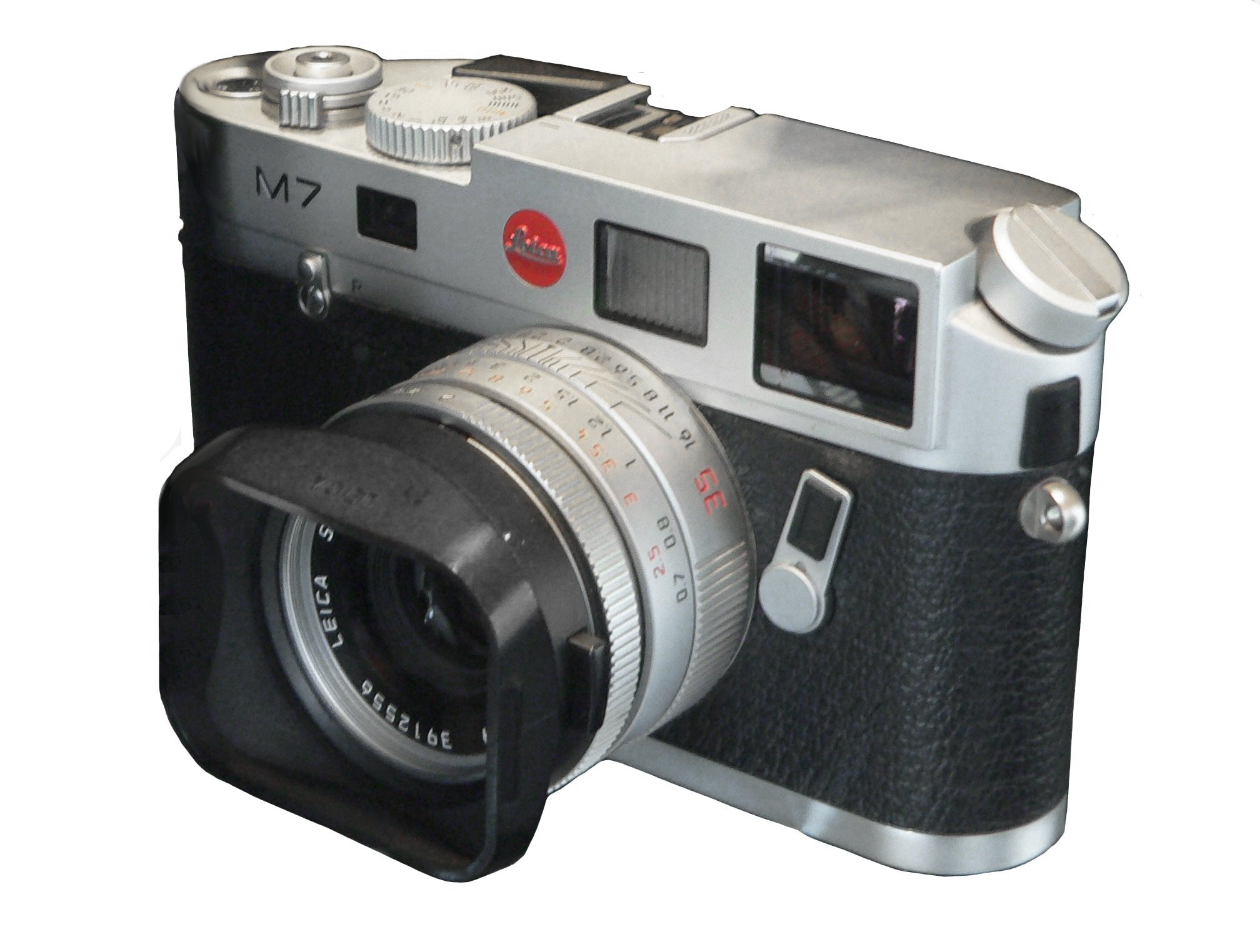
Leica M7 típusú keresős kamera

Az angolban "rangefinder" néven ismert fényképezőgépeket a fejlettebb objektívek és fényképezőgépek tették lehetővé: a kisebb objektívet kisebb és könnyebb vázba lehetett beépíteni és a keresőt már a gép vázára vagy vázába tudták integrálni. A keresővel egyszerűen megoldható a fókuszálás is, mivel a kereső ablakát hozzá lehetett kapcsolni az objektívhez. Fókuszáláskor addig kellett jobbra vagy balra mozgatni a fókuszgyűrűt, amíg a keresőben látható kép éles nem lett. A régebbi távmérős gépeken a kereső nincs összekötve az objektívvel és a kijelző látható távolságértéket a fényképésznek kell beállítani az objektíven.
Napjainkban a digitális kompakt fényképezőgépekben is hasonló keresőablak található, azonban ezek a fényképezőgépek már képesek az automatikus fókuszálásra, ezért a keresőt lényegében csak komponálásra kell használni. A digitális fényképezőgépek hátlapján található LCD képernyő, amely valós időjű előnézeti képet jelenít meg, lényegében feleslegessé teszi a keresőt.

### Tükörreflexes fényképezőgép

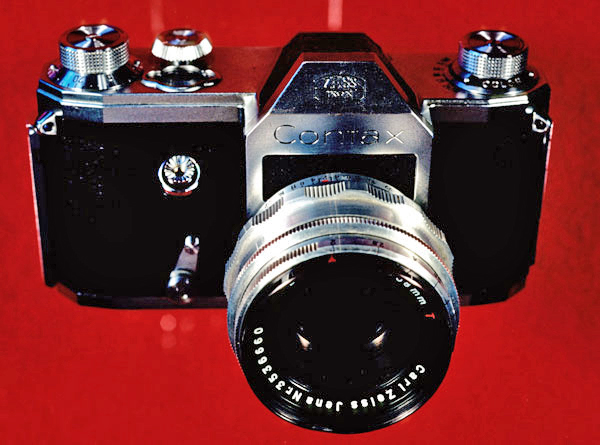
A német gyártású Contax S volt az első tükörreflexes, pentaprizmás fényképezőgép

A tükörreflexes fényképezőgépben a fényképész az objektíven keresztül, közvetlenül látja a kompozíciót. Ehhez a gépváz belsejében 45°-os szögben ferdén elhelyezett síktükröt alkalmaztak, amely a tükör felett elhelyezett matt üvegre vetíti a képet. Az exponálás pillanatában a tükör felcsapódik. Az első tükörreflexes fényképezőgépeken csak felülről lehetett megtekinteni a kereső képét, amely ráadásul felcserélt oldalú volt. Erre volt megoldás a pentaprizma, amelyet a tükör és a kereső mattüvege közé helyeztek el. A prizma a felcserélt oldalú keresőképet oldalhelyesre állítja vissza, és a fényképezőgép hátoldalán elhelyezett keresőben jeleníti meg.
A tükörreflexes fényképezőgépekből készültek nagy és közepes formátumú gépek, amelyek 120-as vagy 220-as filmet használtak, elsősorban a Hasselblad, Mamiya, Bronica és a Pentax gyártott ilyen gépeket. A legjobban elterjedt tükörreflexes gépek azonban a kis formátumú, 35 mm-es filmet használják. A digitális tükörreflexes fényképezőgépeknek is a kisfilmes formátumra emlékeztető gépváza és objektívei vannak, nemritkán ezek felcserélhetők a filmes és digitális gépek között.
A tükörreflexes fényképezőgépek előnye, hogy a keresőben látott kép nagy pontossággal egyezik a filmre vetítendő képpel. A kompozíció mellett az élesség és a legtöbb típusnál a mélységélesség is ellenőrizhető. Az egy objektíves kialakítás miatt nem lép fel a közeli képek esetén sem parallaxis-hiba. Hátrányuk, hogy a felvétel készítése idejére a tükör felcsapódik, így a keresőben a kép nem látható. A felcsapódó tükör ezen kívül az élességet rontó rezgéseket is okozhat, és jellegzetes hangja zavaró lehet. Ezeket a fényképezőgépeket szokták SLR (single lens reflex) kamerának jelölni, digitális változataikat pedig DSLR (digital single lens reflex) kamerának.

### Ikerlencsés fényképezőgép

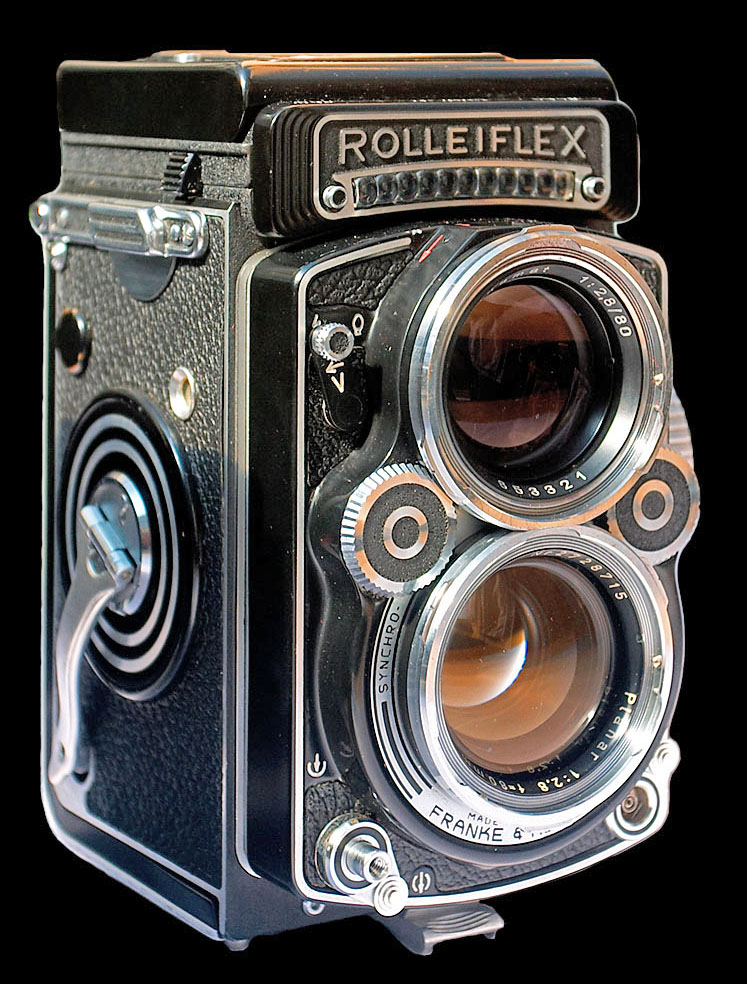
Egy igen népszerű ikerlencsés fényképezőgép, a Rolleiflex

Az ikerlencsés fényképezőgépek (TLR = twin lens reflex, azaz ikerlencsés tükörreflexes) (magyar szóhasználatban kétaknás) két, szinte azonos objektívet alkalmaznak, az egyikkel lehet fókuszálni, a másik pedig a képet készíti. A lencséket általában úgy helyezik el, hogy a keresőlencse a másik felett helyezkedik el. A kereső lencse a gép felső oldalán vagy hátlapján található keresőre vetítette ki a képét egy síktükör segítségével, ezért pontos megnevezésük ikerlencsés tükörreflexes fényképezőgép. Az egylencsés gépekkel ellentétben azonban itt nem kell a tükröt a kép elkészítésének pillanatában elmozdítani. Ennek köszönhetően az expozíció során sem tűnik el a kép a keresőben. Ennek különösen nagy jelentősége van a hosszú expozíciós időt igénylő felvételek esetén, amikor a fényképész nyomon tudja kísérni a keresőben a képet. A gépek másik előnye, hogy a központi záras objektívek segítségével sokkal nagyobb zársebességet lehetett használni vakus fényképezés esetén is. A korabeli tükörreflexes fényképezőgépekhez viszonyítva az ikerlencsés gépek egyszerűbbek és könnyebbek voltak, illetve sokkal halkabban működtek (mivel csak az objektíven elhelyezett központi zárat kellett nyitni és zárni, a tükröt nem kellett felcsapni).
Azonban az ikerlencsés fényképezőgépek hátránya, hogy közeli tárgyak fényképezésekor a keresőben nem azt a képet lehet látni, amit a másik lencse rögzíteni fog, mert a két objektív közötti távolság miatt a szögeltérés láthatóvá válik – ezt az eltérést parallaxisnak (pontosabban parallaxishibának) hívják. Másik hátránya, hogy a mélységélességet nem lehet ellenőrizni, mivel a kereső lencsébe nem építettek rekeszt. Harmadik hátránya ezeknek a gépeknek, hogy nem lehet változtatni a lencse fókusztávolságát, csak fix objektívekkel lehetett használni. Egyes ikerlencsés gépeken cserélhetők voltak a lencsék, de mivel mindig kettőt kellett egyszerre cserélni, nem volt praktikus.
A tipikus ikerlencsés gépek 120-as filmet használtak és 6 × 6 cm-es képeket készítettek.

## További információk

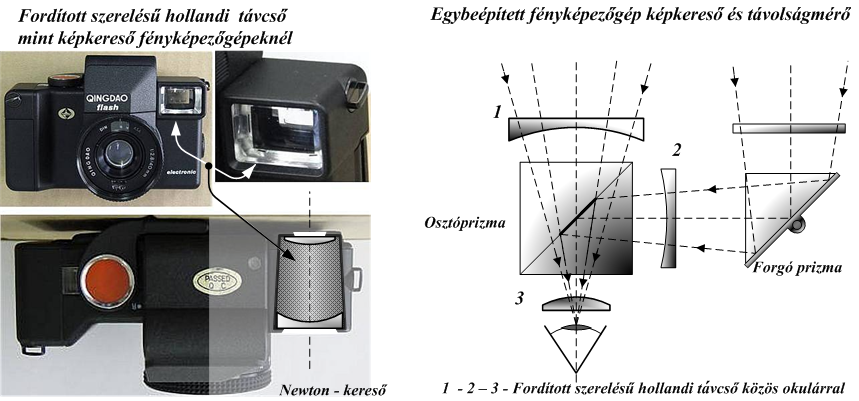
A fényképezőgép szerkezete

## Fordítás
Ez a szócikk részben vagy egészben  a   Camera című angol Wikipédia-szócikk fordításán alapul.  Az eredeti cikk szerkesztőit annak laptörténete sorolja fel. Ez a jelzés csupán a megfogalmazás eredetét és a szerzői jogokat jelzi, nem szolgál a cikkben szereplő információk forrásmegjelöléseként.